# Stephanie Kwolek
Stephanie Louise Kwolek (31 tháng 7 năm 1923 – 18 tháng 6 năm 2014) là nhà hóa học người Mỹ gốc Ba Lan, đã phát minh ra "poly-paraphenylene terephtalamide" (thường gọi là Kevlar). Kwolek đã đoạt nhiều giải thưởng cho công trình của bà trong ngành hóa học polymer (polymer chemistry).

## Thời trẻ
Kwolek sinh ngày 31 tháng 7 năm 1923 ở ngoại ô Pittsburgh của New Kensington, Pennsylvania. Cha của bà, John Kwolek, qua đời khi bà mới lên 10 tuổi. Kwolek cho rằng sự say mê khoa học của mình là do cha bà truyền cho còn sự quan tâm tới thời trang là do mẹ mình, Nellie Zajdel Kwolek. Năm 1946, Kwolek tốt nghiệp cử nhân hóa học ở Margaret Morrison Carnegie College của Đại học Carnegie Mellon. Kwolek dự định sẽ học tiếp để lấy bằng tiến sĩ và hy vọng là mình có thể kiếm đủ tiền bằng công việc tạm thời trong lãnh vực liên quan tới hóa học để học tiếp trong một Trường Y học.

## Sự nghiệp ở DuPont
Cũng năm 1946, Hale Charch, một cố vấn tương lai đầy kinh nghiệm của Kwolek, mời bà làm việc ở cơ sở của Công ty Hóa chất DuPont tại Buffalo, New York ngay sau khi ông ta gặp bà. Ban đầu Kwolek chỉ định làm việc tạm thời cho DuPont, nhưng sau đó bà thấy công việc này khá thú vị nên tiếp tục làm và bỏ ý định theo đuổi ngành Y. Năm 1950 Kwolek di chuyển tới Wilmington, Delaware để tiếp tục làm việc cho DuPont. Năm 1959, bà đoạt giải thưởng xuất bản của Hội Hóa học Hoa Kỳ (ACS).

## Kevlar
Khi làm việc cho DuPont, Kwolek đã phát minh ra Kevlar. Năm 1964, để dự phòng tình trạng thiếu xăng dầu, nhóm của bà bắt đầu tìm kiếm một loại sợi nhẹ nhưng đủ mạnh để sử dụng cho lốp xe. Các polymer mà bà làm việc trong thời gian này – poly-p-Phenylene-terephthalate và polybenzamide, tạo thành tinh thể lỏng trong quá trình hòa tan trong dung dịch, một cái gì đó độc đáo cho những polymer vào thời điểm đó. Dung dịch đó "vẩn đục, có màu như opal khi khuấy lên, và độ nhớt thấp" và thường bị bỏ đi. Tuy nhiên, Kwolek đã thuyết phục kỹ thuật viên Charles Smullen, người điều hành spinneret thử nghiệm dung dịch của mình. Bà ngạc nhiên khi thấy rằng loại sợi mới này không bị vỡ, trong khi sợi nylon thường bị vỡ. Cả người giám sát và giám đốc phòng thí nghiệm của bà hiểu ngay tầm quan trọng phát hiện của bà và một lĩnh vực mới của hóa học polymer đã phát sinh một cách nhanh chóng. Đến năm 1971, thì loại Kevlar hiện đại đã được giới thiệu. Tuy nhiên, Kwolek đã không tham gia nhiều vào việc phát triển các ứng dụng của Kevlar.

## Nghỉ hưu
Năm 1986, Kwolek nghỉ hưu không còn làm phụ tá nghiên cứu ở DuPont. Tuy nhiên, bà vẫn làm cố vấn cho DuPont, và cũng phục vụ cả trong Hội đồng Nghiên cứu quốc gia lẫn Viện hàn lâm Khoa học quốc gia Hoa Kỳ. Trong 40 năm làm nhà khoa học nghiên cứu, bà đã đệ trình và được nhận hoặc 17 hoặc 28 bằng sáng chế.

## Giải thưởng và Vinh dự
- Năm 1995,[5][10] Bà trở thành người phụ nữ thứ tư được đưa vào National Inventors Hall of Fame.[11]
- Năm 1996, bà được trao National Medal of Technology (Huy chương Công nghệ quốc gia)
- Năm 2003, bà được đưa vào National Women's Hall of Fame.[3]
- Năm 1997 bà được trao Huy chương Perkin của Hội Hóa học Hoa Kỳ,[12] và Giải thưởng của Hội Hóa học Hoa Kỳ năm 1980 cho "Phát minh sáng tạo".[7]